# Chi Thụy hương
Chi Thụy hương hay chi Dó (danh pháp khoa học: Daphne) là một chi của khoảng 50-95 loài cây bụi lá sớm rụng hoặc thường xanh trong họ Trầm (Thymelaeaceae), có nguồn gốc châu Á, châu Âu và miền bắc châu Phi. Chúng được biết đến vì có hoa thơm và quả mọng có chứa chất độc. Hoa của các loài thụy hương không có cánh hoa và có 4 (ít khi 5) đài hoa dạng cánh hoa, có màu từ vàng ánh lục (vàng chanh) tới trắng hoặc hồng nhạt. Phần lớn các loài với lá sớm rụng có hoa màu ánh lục, trong khi các loài lá thường xanh lại có hoa màu hồng. Ở nhiều loài, hoa xuất hiện vào cuối mùa đông hoặc đầu mùa xuân.

## Một số loài
- Daphne acutiloba: thụy hương cánh nhọn
- Daphne alpina: thụy hương Alp
- Daphne altaica: thụy hương Altai
  - Daphne altaica longilobata: thụy hương cánh dài
- Daphne angustiloba: thụy hương hoa hẹp
- Daphne arbuscula: thụy hương Muran
- Daphne arisanensis: thụy hương A Lý Sơn, thụy hương Đài Loan
- Daphne aurantiaca: thụy hương hoa chanh
- Daphne axillaris: thụy hương dịch hoa
- Daphne bholua: dó bô lua
- Daphne blagayana: thụy hương Blagay
- Daphne brevituba: thụy hương mạch ngắn
- Daphne caucasica: thụy hương Kavkaz
- Daphne championii: thụy hương lá nhỏ
- Daphne cneorum: thụy hương hồng
- Daphne composita: dó kép
- Daphne depauperata: thụy hương ít hoa
- Daphne emeiensis: thụy hương Nga Mi
- Daphne erosiloba
- Daphne esquirolii: thụy hương mạch trắng
- Daphne feddei: thụy hương cánh ngắn
- Daphne gemmata: thụy hương Tứ Xuyên
- Daphne genkwa: nguyên hoa (ngư độc)
- Daphne giraldii: thụy hương hoa vàng
- Daphne glomerata: thụy hương Trankavkaz
- Daphne gnidioides: thụy hương Hy Lạp
- Daphne gnidium: thụy hương lá lanh
- Daphne gracilis: tiểu oa oa bì
- Daphne grueningiana: thụy hương lá noãn ngược
- Daphne holosericea: thụy hương lông tơ
- Daphne jasminea: thụy hương nhài
- Daphne jinyuensis
- Daphne kamtschatica thụy hương Kamchatka
- Daphne kiusiana: thụy hương Nhật- Triều
- Daphne kosaninii
- Daphne laciniata: dực bính thụy hương
- Daphne laureola: thụy hương nguyệt quế
- Daphne leishanensis: thụy hương Lôi Sơn
- Daphne limprichtii: thiết ngưu bì
- Daphne longituba: thụy hương mạch dài
- Daphne macrantha: thụy hương hoa lớn
- Daphne malyana
- Daphne mezereum: thụy hương Á-Âu
- Daphne modesta: thụy hương lá nhỏ
- Daphne mucronata: thụy hương Tây Á
- Daphne myrtilloides: thụy hương ô phạn
- Daphne odora: thụy hương, bồng lai tử, phong lưu thụ
  - Daphne odora atrocaulis: thụy hương lông
- Daphne oleoides: ôliu đại kích
- Daphne papyracea: thụy hương hoa trắng
- Daphne pedunculata: thụy hương cành dài
- Daphne penicillata: thụy hương Mân Giang
- Daphne petraea
- Daphne pontica: thụy hương Đức
- Daphne pseudomezereum: thụy hương Nhật Bản
  - Daphne pseudomezereum jezoensis
- Daphne purpurascens: thụy hương hoa tím
- Daphne retusa: thụy hương lá lõm
- Daphne rhynchocarpa: uế quả thụy hương
- Daphne rodriguezii: thụy hương Rodriguez, thụy hương Tây Ban Nha
- Daphne rosmarinifolia: thụy hương lá hương thảo, hoa thụy hương
- Daphne sericea: thụy hương Estonia
- Daphne sophia: thụy hương Ukraina
- Daphne striata: thụy hương Austria
- Daphne sureil: thụy hương Himalaya
- Daphne tangutica: thụy hương Cam Túc
- Daphne tenuiflora: thụy hương hoa nhỏ
- Daphne tripartita: thụy hương Cửu Long
- Daphne xichouensis: thụy hương Tây Trù
- Daphne yunnanensis: thụy hương Vân Nam

## Hình ảnh

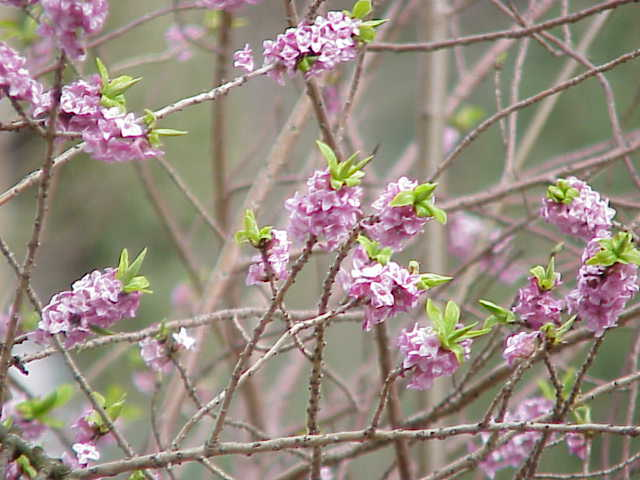
Daphne mezereum nở hoa
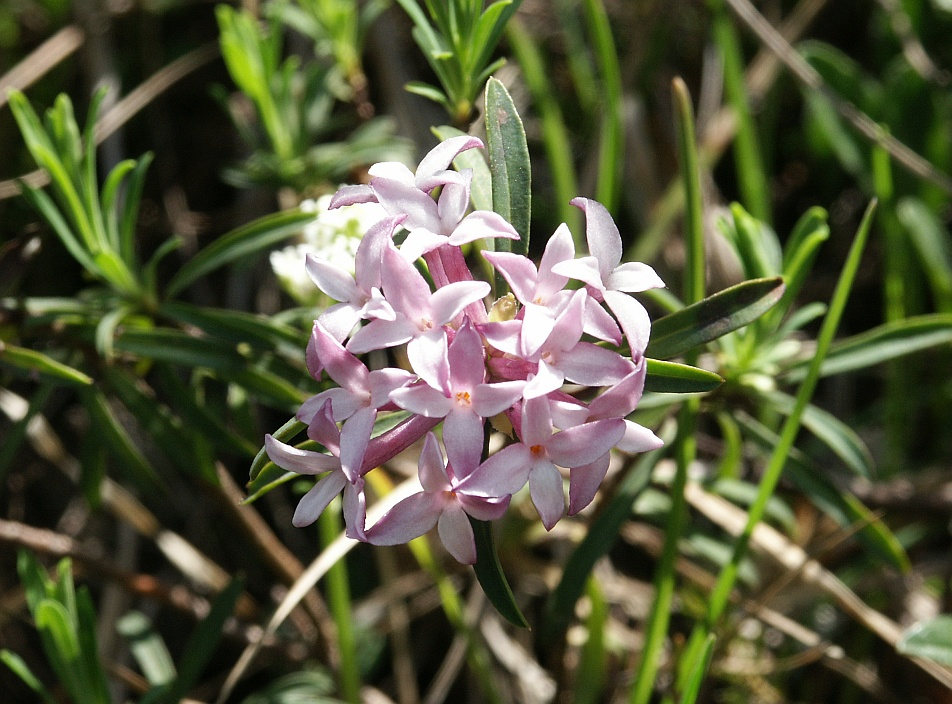
Daphne striata nở hoa